# Saint-Lothain
Saint-Lothain is een gemeente in het Franse departement Jura (regio Bourgogne-Franche-Comté) en telt 417 inwoners (2005). De plaats maakt deel uit van het arrondissement  Dole.

## Geografie
De oppervlakte van Saint-Lothain bedraagt 12,3 km², de bevolkingsdichtheid is 33,9 inwoners per km².

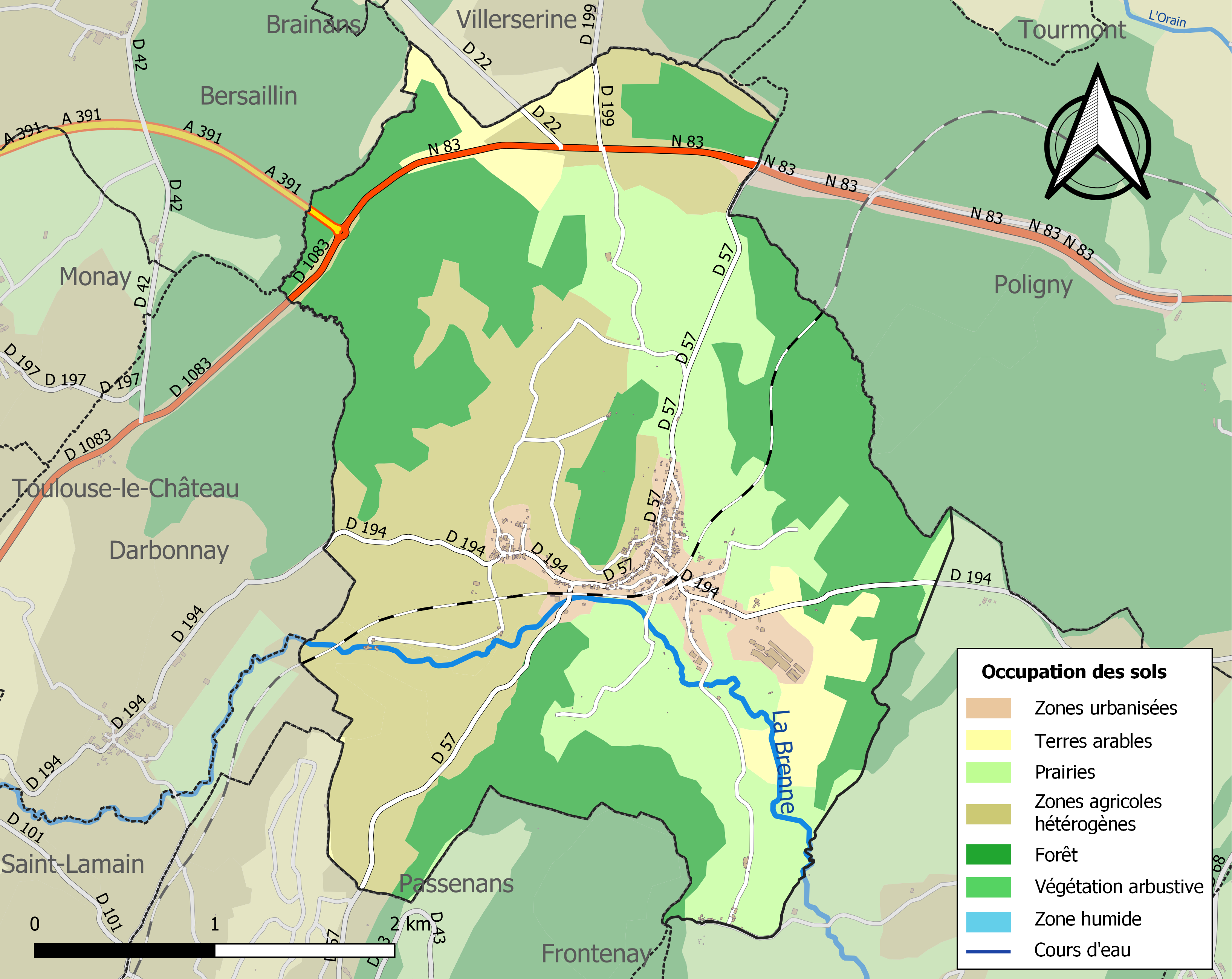
Kaart van de gemeente met de belangrijkste infrastructuur, bodemgebruik en omliggende gemeenten

## Verkeer en vervoer
In de gemeente ligt spoorwegstation Saint-Lothain.

## Demografie
Onderstaande figuur toont het verloop van het inwonertal (bron: INSEE-tellingen).